# Tristkogel
Tristkogel är en bergstopp i Österrike.   Den ligger i distriktet Kitzbühel och förbundslandet Tyrolen, i den centrala delen av landet, 300 km väster om huvudstaden Wien. Toppen på Tristkogel är 2 095 meter över havet, eller 160 meter över den omgivande terrängen. Bredden vid basen är 0,60 km.
Terrängen runt Tristkogel är bergig åt sydväst, men åt nordost är den kuperad. Närmaste större samhälle är Mittersill, 9,4 km söder om Tristkogel. 
Trakten runt Tristkogel består i huvudsak av gräsmarker. Runt Tristkogel är det ganska glesbefolkat, med 34 invånare per kvadratkilometer.